# Richard Hood
Richard Parker Hood (10 tháng 6 năm 1881 – 22 tháng 11 năm 1954) là một cầu thủ bóng đá người Anh có 130 lần ra sân ở Football League thi đấu cho Lincoln City, thi đấu ở vị trí trung vệ hoặc hậu vệ phải.

## Cuộc đời và sự nghiệp
Hood sinh ra ở Seaham, County Durham, và chơi bóng cho Seaham Rovers trước khi gia nhập Lincoln City. Ông có màn ra mắt vào tháng 10 năm 1904 ở Football League Second Division. Hood, được Daily Express mô tả là "resolute back", và các đồng đội hậu vệ của ông vui mừng khi Lincoln loại Chelsea khỏi Cúp FA 1906-07 ngay trên sân nhà của họ ở trận đá lại vòng một. Ông ở lại với câu lạc bộ sau khi họ không được chọn vào Football League năm 1908, và đóng góp vào danh hiệu Midland League  mùa giải 1908–09, và đó là trận đấu cuối cùng cho Lincoln ở vòng đấu cuối cùng của mùa giải.